# 合苞橐吾
合苞橐吾（学名：Ligularia schmidtii）为菊科橐吾属的植物。分布在中国大陆的黑龙江省等地，多生于山坡草地、灌丛以及林下，目前尚未由人工引种栽培。